# Luke Tan
Luke Tan (Arkansas, 1977) é o nome artístico de Michael Luchtan, um cantor e compositor de música country. Suas canções são geralmente sobre os tópicos de vida e morte, a tristeza da separação e o desespero dos excluídos. Ele critica a sociedade pela hipocrisia e materialismo. Uma de suas canções foi escolhida por Neil Young para figurar em uma compilação de músicas contra a guerra.

## Biografia
Michael Luchtan nasceu em 1977 em Arkansas e cresceu na Geórgia. Ele estudou Ciência da Computação na Universidade da Geórgia, em Athens. Durante este período, ele começou a tocar com artistas locais e visitantes tais como Sacred Geometry. Durante seu doutorado, Luchtan mudou-se para Lexington. Sua primeira apresentação foi para o regional American Legion post, quando cantou velhas canções country. Começou a partir daí a se apresentar sob o pseudônimo Racecar em casas de show locais. Alguns trabalhos também foram divulgados sob o nome My Alien Ways.
No verão de 2004, ele abandonou seu emprego como Especialista em Programação em Bioinformática pelo Kissinger Research Group na Universidade da Geórgia para dedicar sua vida à sua música e ideais.
Em 2006, ele vendeu seu rancho em Lexington e lançou uma série de podcasts chamados "Stubbornly Curious" durante sua viagem de trailer pelos Estados Unidos.
Sua música "Revolution or Suicide", foi escolhida como parte da compilação de Neil Young chamada "Living With War Today", que agrega músicas de protesto contra a guerra.
Mais recentemente, Luke Tan criou um podcast semanal em parceria com a Portland Radio Authority chamado Altered Sound, que utiliza diversos sons, alterados e arranjados de maneira experimental. O podcast teve oito episódios.

## Discografia
- 10 Sad Songs, 2004 (released under the Racecar moniker)
- Country Gold, 2004 (released under the Racecar moniker)
- Life is But a Wheel, 2005
- The Suicide King, 2005
- Untitled, 2005
- Forgotten Transmissions #1, 2006 Podcast release
- Return Of The Wandering Jew, 2006 Podcast release
- Stubbornly Curious no. 3, 2006 Podcast release
- Revolution Or Suicide, 2006 Podcast release